# Roone Arledge
Roone Arledge (8 de julio de 1931, Forest Hills, Nueva York - 5 de diciembre de 2002, Nueva York) fue un ejecutivo televisivo estadounidense.
Comenzó su carrera como productor de la barra deportiva de la American Broadcasting Company en el año de 1960. Después se convirtió en presidente de la división ABC Sports y directivo de ABC News and Sports entre 1985 y 1990.
Arledge creó programas de deportes como Wide World of Sports desde 1961 y Monday Night Football desde 1968, fungiendo como productor en la cobertura televisiva de 10 ediciones de los juegos olímpicos y logrando efectuar muchas innovaciones técnicas y editoriales en los reportajes deportivos. Como presidente de la subsidiaria ABC News desarrolló diversos programas de noticias exitosos como Nightline desde 1980 y PrimeTime Live desde 1989.
Murió de cáncer de próstata en 2002
- Datos: Q3128961
- Multimedia: Roone Arledge / Q3128961